# Matti Klemm

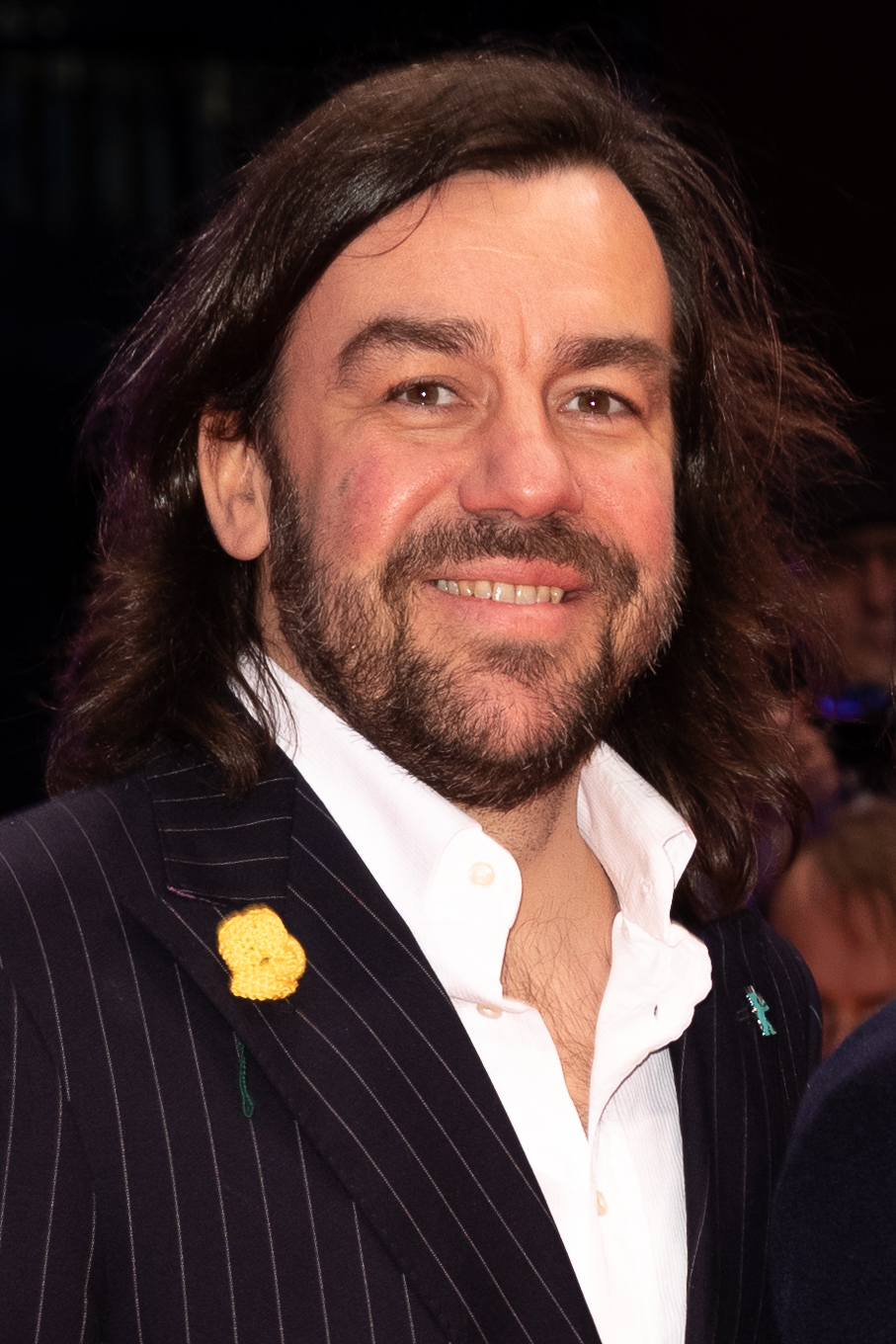
Matti Klemm, 2020

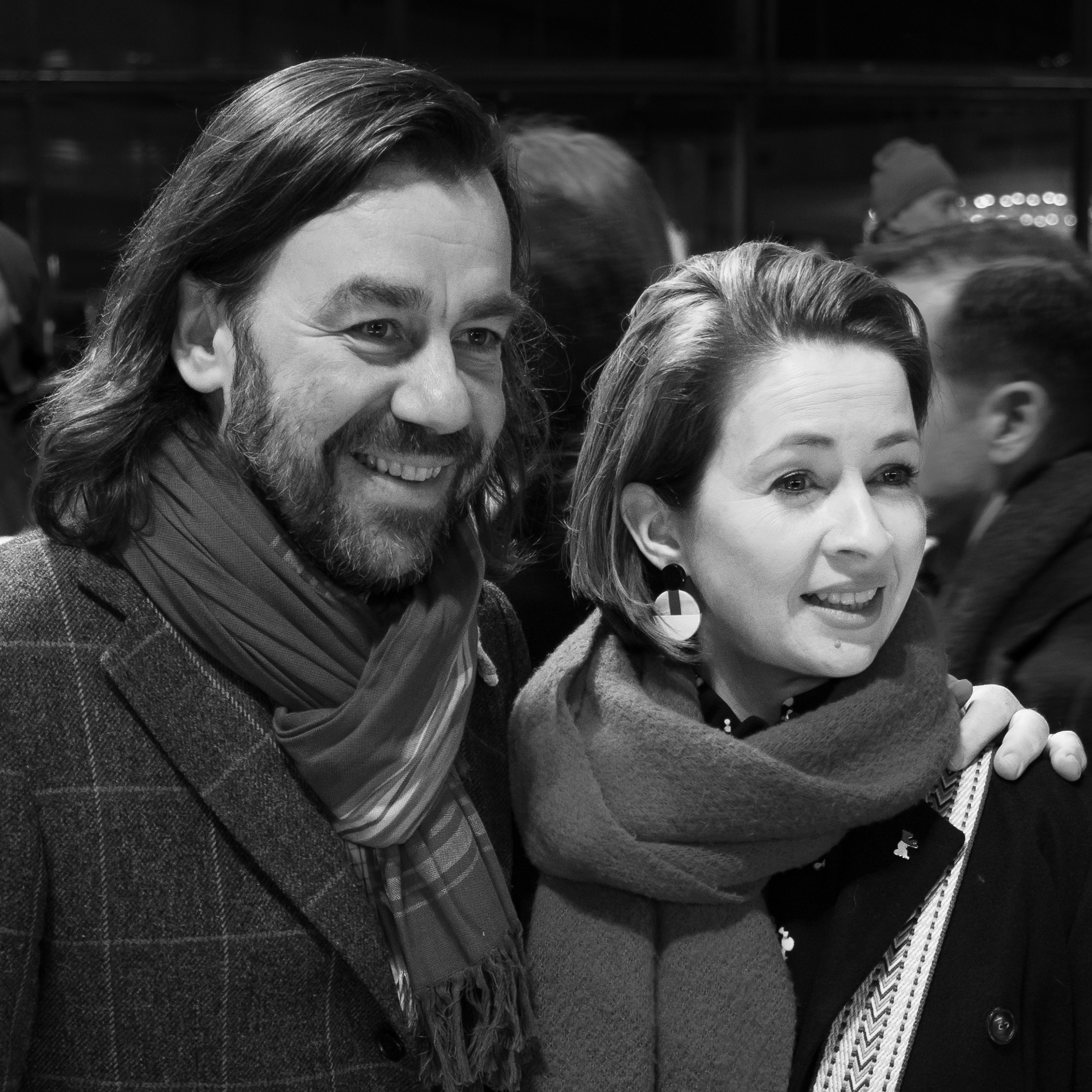
Matti Klemm mit seiner Frau Loretta Stern, 2023

Matti Klemm (* 27. Mai 1975 in Leipzig) ist ein deutscher Fernseh-, Hörspiel-, Hörbuch-, Radio- und Synchronsprecher. Bekannt ist Klemm vor allem als Senderstimme des Fernsehsenders Kabel1, Stationvoice der meisten Radio Energy-Stationen in Deutschland und als Presenterstimme der Fußball-Weltmeisterschaft und -Europameisterschaft in ARD und ZDF.

## Leben
Matti Klemm ist der Sohn des Leipziger Malers und Grafikers Matthias Klemm.
Bereits während seines Abiturs (1994) sammelte Klemm als Freier Mitarbeiter erste Radioerfahrungen beim öffentlich-rechtlichen Rundfunksender MDR Sputnik. Seit dieser Zeit nimmt er privaten Schauspielunterricht. 1996 wechselte er zu einem Journalistenbüro nach Berlin und produzierte dort Musikbeiträge für Radiosender der ARD. 1998 wurde ihm eine eigene Radiosendung beim Münchner Privatsender Radio Xanadu angeboten. Später folgte eine Sendung bei Energy München, die er bis 2002 präsentierte. Von 2001 bis 2005 moderierte Klemm für den Musiksender MTV die Sendung MTV-Videoclash. Des Weiteren ist er seit 2003 nationale Station-Voice des Jugendsenders NRJ-Deutschland.
Seit 2006 arbeitet er auch als Synchronschauspieler; überwiegend in Berlin. Nach anfänglich kleineren Episodenrollen folgten schließlich größere Rollen und Hauptrollen in Serien und Kinofilmen. Er sprach die Rolle des Königs Mufasa in der Neuverfilmung Der König der Löwen (2019) und ist unter anderem die Stimme von Oscarpreisträger Mahershala Ali (Green Book, Tribute von Panem), Jason Momoa (Aquaman) und Jason Winston George (Grey’s Anatomy).
Regelmäßig ist er in Dokumentationen und Reportagen zu hören. Er sprach jahrelang den „Droemer-Knaur Krimi-Podcast“ für den Weltbildverlag und ist auch die Stimme vieler Werbekampagnen, unter anderem für Ferrero Rocher oder Laura Biagiotti.
Er ist seit dem Jahr 2008 mit der Schauspielerin Loretta Stern verheiratet und lebt mit seiner Familie in Berlin.
Seit März 2024 ist Klemm in der Hörspielserie Benjamin Blümchen der Nachfolger des verstorbenen Sprecherkollegen Jürgen Kluckert als Stimme der Titelfigur.

## Hörbücher/Lesungen
- Alltag einer Behörde (Deutsche Grammophon)
- Die Geheime Geschichte der Welt (Random House Audio)
- Tagebuch aus 4 Jahrzehnten (Passage Verlag)
- Stefan Zweig – Der Kampf um den Südpol (SR 2)
- Schiller Nacht (Akademie der Künste Berlin)
- Aus dem Tagebuch von Andy Warhol (Literaturhaus München)
- Gute Nacht – bis morgen (Blumenbar Verlag)
- Bela Brauckmann & Loretta Stern: Der kleine Ton: Inszenierte Lesung, Oetinger Media
- Die schwarze Stadt. Staffel 2 (Audible)

## Hörspiele
- 2024: Seit Folge 157 Benjamin Blümchen (als Benjamin Blümchen)

## Synchronrollen
Jason Momoa
- 2011: Conan als Conan
- 2012: Shootout – Keine Gnade als Keegan
- 2016: Frontier (Fernsehserie) als Declan
- 2017: Justice League als Arthur Curry / Aquaman
- 2018: Aquaman als Arthur Curry / Aquaman
- 2021: Zack Snyder’s Justice League als Arthur Curry / Aquaman
- 2021: Dune als Duncan Idaho
- 2023: Aquaman: Lost Kingdom als Arthur Curry / Aquaman
- 2025: Ein Minecraft Film (A Minecraft Movie) als Garrett „The Garbage Man“ Garrison

Mahershala Ali
- 2012: The Place Beyond the Pines als Kofi
- 2014: Die Tribute von Panem – Mockingjay Teil 1 als Boggs
- 2015: Die Tribute von Panem – Mockingjay Teil 2 als Boggs
- 2016: Free State of Jones als Moses
- 2018: Green Book – Eine besondere Freundschaft als Don Shirley
- 2018: Spider-Man: A New Universe als Onkel Aaron Davis

Omar Dorsey
- 2011: Set Up als G Money
- 2014: Selma als James Orange
- 2017: Thank You for Your Service als Dante (Synchro 2020)
- 2018: Halloween als Sheriff Barker
- 2021: Halloween Kills als Sheriff Barker
- 2022: Halloween Ends als Sheriff Barker

### Filme
- 2003: Der Poet – Dougray Scott als Andrei
- 2009: Avatar – Aufbruch nach Pandora – Matt Gerald als Corporal Lyle Wainfleet
- 2011: My Week with Marilyn – Dougray Scott als Arthur Miller
- 2012: The Deep – Ólafur Darri Ólafsson als Gulli
- 2012: Lockout – Guy Pearce als Snow
- 2013: Company of Heroes – Neal McDonough als Lt. Joe Conti
- 2013: Der Butler – David Banner als Earl Gaines
- 2014: Kiss the Cook – So schmeckt das Leben! – Bobby Cannavale als Tony
- 2014: The Rover – Guy Pearce als Eric
- 2014: Annie – Bobby Cannavale als Guy (Sprache)
- 2015: Fast & Furious 7 – John Brotherton als Sheppard
- 2015: Mission: Impossible – Rogue Nation – Jens Hultén als Janik Vinter
- 2015: Mad Max: Fury Road – Nathan Jones als Rictus Erectus
- 2015: Fifty Shades of Grey – Max Martini als Jason Taylor
- 2015: Playing It Cool – Anthony Mackie als Bryan
- 2016: Monster Trucks – Holt McCallany als Burke
- 2019: Der König der Löwen – James Earl Jones als Mufasa
- 2019: Es Kapitel 2 – Isaiah Mustafa als Mike Hanlon
- 2020: Die fantastische Reise des Dr. Dolittle – Craig Robinson als Kevin
- 2020: Greyhound – Schlacht im Atlantik – Rob Morgan als George Cleveland
- 2020: Code Ava – Trained To Kill – Common als Michael
- 2020: Soul – Dorian Lockett als Dorian
- 2020: Ma Rainey’s Black Bottom – Colman Domingo als Cutler
- 2021: Die Mitchells gegen die Maschinen – Danny McBride als Rick Mitchell
- 2022: Avatar: The Way of Water – Matt Gerald als Corporal Lyle Wainfleet
- 2023: Der Super Mario Bros. Film – Sebastian Maniscalco als Vorarbeiter Spike
- 2023: Teenage Mutant Ninja Turtles: Mutant Mayhem – Derek Wilson als Spider

### Serien
- seit 2005: One Piece als Senghok
- 2006–2008: Queer as Folk – Robert Gant als Ben Bruckner
- 2008–2010: The Wire – Wood Harris als Avon Barksdale
- 2009: Desperate Housewives – Neal McDonough als Dave Williams
- 2010–2016: Adventure Time – Abenteuerzeit mit Finn und Jake – John DiMaggio als Jake
- seit 2010: Grey’s Anatomy – Jason George als Dr. Ben Warren
- 2011–2017: Supernatural – Mark Sheppard als Crowley
- 2013–2021: Brooklyn Nine-Nine – Terry Crews als Detective Sergeant Terence „Terry“ Jeffords
- 2014–2016, 2019: Suits – Neal McDonough als Sean Cahill
- 2015–2023: Fear the Walking Dead – Colman Domingo als Victor Strand
- 2015–2016: Marvel’s Agent Carter – Reggie Austin als Jason Wilkes
- 2016: Nobel – Odd-Magnus Williamson als Leutnant Hans Ivar Johansen
- 2016–2017: Arrow – Neal McDonough als Damien Darhk
- 2017: American Gods – Chris Obi als Mr. Jaquel
- 2017: Mr. Robot – Bobby Cannavale als Irving
- seit 2018: My Hero Academia – Kenta Miyake als Toshinori „All Might“ Yagi
- 2018–2024: Seattle Firefighters – Die jungen Helden (Station 19) – Jason George als Ben Warren
- 2018: Tom Clancy’s Jack Ryan (8 Episoden) – Wendell Pierce als James Greer
- 2019: Vinland Saga (Animeserie) – Ken’ichirou Matsuda als Thors
- seit 2019: The Boys – Laz Alonso als Marvin T. „Mother’s“ Milk (MM)
- 2020–2022: Stargirl
- 2020: Lincoln Rhyme: Der Knochenjäger – Russell Hornsby als Lincoln Rhyme
- 2021: JoJo’s Bizarre Adventure – Battle Tendency als Esidisi
- 2021: 1883 – LaMonica Garrett als Thomas
- 2022: Obi-Wan Kenobi – Sung Kang als Fünfter Bruder
- 2022: The Tourist – Duell im Outback – Ólafur Darri Ólafsson als Billy Nixon
- 2022: The Rookie: Feds als Matthew „Matt“ Garza
- 2023: Diplomatische Beziehungen – David Gyasi als Austin Dennison
- seit 2024: SpongeBob Schwammkopf – Mr. Lawrence als Larry, der Hummer (2. Stimme)

### Videospiele
- 2012: Assassin’s Creed III als Thomas Hickey
- 2014: Watch Dogs und (2016) Watch Dogs 2 als Raymond Eugene Kenney (Spitzname: T-Bone)
- 2017: Mittelerde: Schatten des Krieges als Baranor